# Stakčínska Roztoka
Stakčínska Roztoka est un village de Slovaquie situé dans la région de Prešov.

## Histoire
Première mention écrite du village en 1574.

## Démographie

### Évolution de la population
| Année:               | 1994. | 2004.   | 2014.   | 2024.    |
| -------------------- | ----- | ------- | ------- | -------- |
| Nombre de personnes: | 325   | 335     | 333     | 274      |
| Différence:          |       | +3,07 % | -0,59 % | -17,71 % |

| Année:               | 2023. | 2024.   |
| -------------------- | ----- | ------- |
| Nombre de personnes: | 277   | 274     |
| Différence:          |       | -1,08 % |